# Serra da Meruoca
Serra da Meruoca é uma serra localizada no norte cearense nos municípios de Meruoca, Coreaú, Alcântaras, Massapê e Sobral. É um dos maciços residuais dispersos nas depressões sertanejas do interior cearense e possui uma vegetação em altas altitudes do tipo floresta subperenifólia tropical plúvio-nebular, ou mata úmida serrana, e em baixas altitudes do tipo floresta subcaducifólia espinhosa, ou mata seca. 

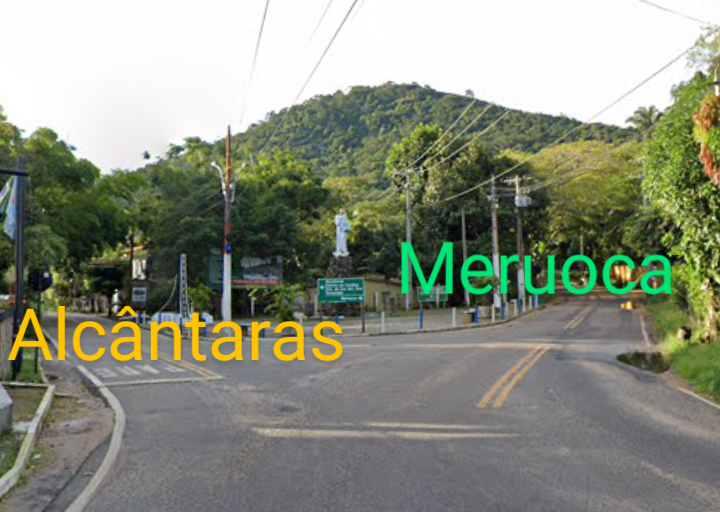
Serra da Meruoca

A Serra da Meruoca se configura como um Brejo de altitude, termo aplicado em localidades com condições de umidade que propiciam a formação e permanência original de florestas, em forte contraste com os sertões secos. Caracteriza-se como um enclave de tropicalidade no meio do semiárido: “uma ilha de paisagens úmidas, quentes ou subquentes, com solos de matas e sinais de antigas coberturas florestais, quebrando a continuidade dos sertões revestidos de caatinga” (AB’SÁBER, 1999, p.17).    
A serra é também conhecida por ter imensos pés de cajus
Com quase 16 mil habitantes, Meruoca tem um clima agradável e uma vasta área verde que encanta os visitantes. Os atrativos naturais formam um cenário composto por riachos, bicas e cachoeiras que se abrem para trilhas naturais no meio da mata intocada, onde estão árvores frutíferas, roseirais nativas e belas formações rochosas. Além disso, em 2008, a região serrana foi transformada numa APA (Área de Proteção Ambiental) com o objetivo de proteger toda a fauna e flora por conta da indústria imobiliária que queria se apropriar da região. A região apresenta diversas trilhas ecológicas, cachoeiras, paredões para prática de rapel, voos de asa delta ou parapente e outros atrativos que só os amantes da natureza sabem apreciar. 